# Sideritis
Sideritis és un gènere de plantes mediterrànies, asiàtiques i macaronèsiques denominades comunament rabet de gat pertanyent a la família de les labiades.

Es troba abundantment als matollars secs mediterranis. Popularment s'ha usat com a desinfectant i amb altres usos medicinals, també per a fer herbero.
A casa nostra podem trobar una bona diversitat d'espècies, moltes d'elles endèmiques, que a més es poden hibridar entre elles: S. angustifolia, S. tragoriganum, S. hirsuta, S. incana, S. romana, S. leucantha, S. chamaedryfolia, S. montana, S. spinulosa, S. pungens, S. edetana, S. murgetana, S. javalambrensis, S. glauca, etc.

## Taxonomia
El gènere va ser descrit per Carlos Linneo i publicat a Species Plantarum 2: 574. 1753. L'espècie tipus és: Sideritis hirsuta L.